# اوزرن (پونتر)
اوزرن (به صربی: Ozren) یک کوه در صربستان است که در Sjenica واقع شده‌است. اوزرن ۱٬۶۹۳ متر بالاتر از سطح دریا واقع شده‌است.